# 人體掃描安檢儀

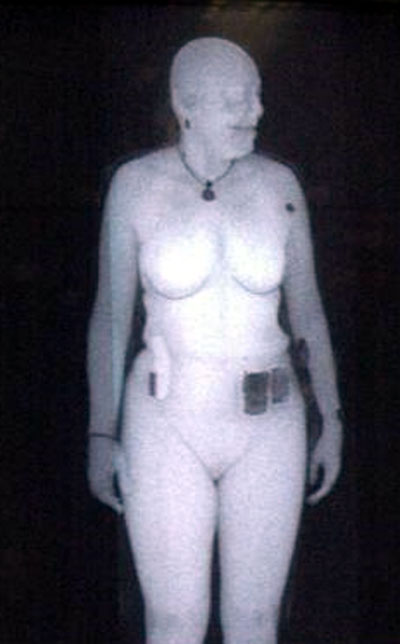
X光掃描照片

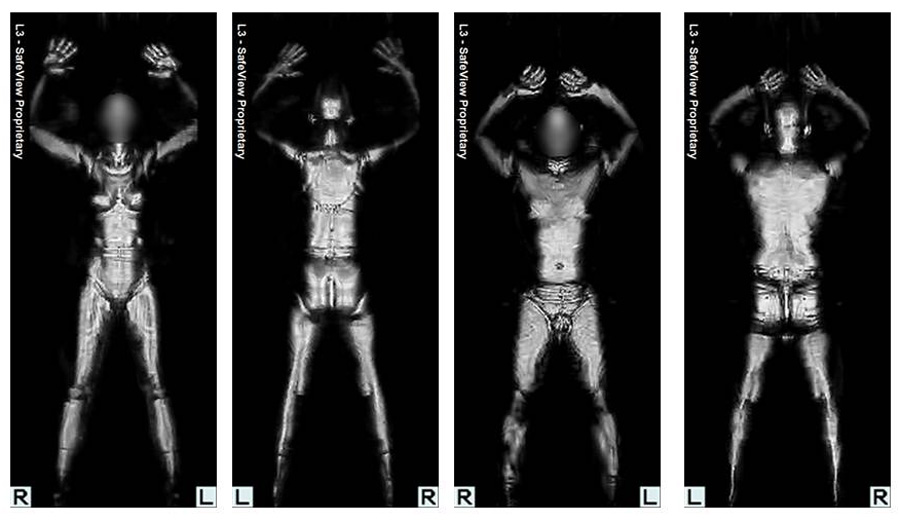
人體掃描安檢儀掃描照片

人體掃描安檢儀（Security Scan）是一種利用微波反射技術（millimetre wave reflection technology）掃描通過的人體，以得知是否有攜帶違禁物品的機場安全檢查設備。

## 歷史
Steven W Smith博士於1992年發明人體掃描安檢儀。人體掃描安檢儀在2007年5月16日首次應用於荷蘭阿姆斯特丹史基普機場。

## 用途
人體掃描儀器可以透視機場旅客的衣服，直視人體外表，及其貼身物件。
有質疑人體掃描儀器有侵害個人私隱，不過在試驗初期，人體掃描儀器是自願的選擇。旅客仍然可以選擇舊式的金屬探測器進行安檢。

## 外部連結
- （英文）阿姆斯特丹史基普機場官方網站新聞稿
- （中文）人體掃描儀器相關報導（大公網）